# Manuel de Almeida (fadista)
Manuel de Almeida (Lisboa, 27 de Abril de 1922 — Cascais, 3 de Dezembro de 1995) foi um fadista de português. Recebeu o Prémio Bordalo (1963) na categoria de "Fado".

## Biografia
Manuel Ferreira de Almeida nasceu, em Lisboa, no dia 27 de Abril de 1922.
Estreou-se profissionalmente em 1951 no "Tipóia". Em 1962 recebe a Festa de Consagração no Pavilhão dos Desportos.
Manuel de Almeida recebeu o Prémio Bordalo (1963), ou Prémio da Imprensa, entregue pela Casa da Imprensa em 1964, na categoria "Fado" que também distinguiu a fadista Fernanda Maria e o letrista Linhares Barbosa
Em Barcelona grava, com Mariana Silva, o seu primeiro LP. Os seus dois primeiros LP são gravados para a editora catalã Belter.
Esteve doze anos na Casa Típica "A Tipóia" e onze no restaurante típico "Lisboa à Noite". Em 1979 é convidado para actuar no "Forte Dom Rodrigo", em Cascais, propriedade de Rodrigo, onde esteve até ao fim da sua vida.
Manuel de Almeida e Rão Kyao actuaram na Coreia do Norte, em 1986, no "Festival da Primavera, da Amizade e da Arte". Em 1987 foi editado o álbum Eu Fadista me Confesso. Produzido por Rão Kyao, este trabalho seria editado em CD em 1992.
Em Fevereiro de 1994, por ocasião das suas bodas de ouro, foi homenageado no Teatro São Luiz, em Lisboa. Em 1995, recebeu o Prémio de Interpretação no "Les Blues de l`Europe", em Saint-Severe (França).
Manuel de Almeida morreu em Cascais a 3 de Dezembro de 1995. Em 1997 foi-lhe atribuído pela Casa da Imprensa, a título póstumo, o Troféu-Prémio Carreira.

## Discografia

### Álbuns de estúdio
- Fados, com  Mariana Silva (1964, LP, Monitor Records)[4] (2001, CD, Washington, D.C.: Smithsonian Folkways)[5]
- Fados do Coração (1969, CD, Strauss)[6]
- Eu Fadista me Confesso (1992, CD, Polygram)[3]

### Singles
- "Romance Incompleto" (1972, Single, Madrid : Marfer)[7]

### Compilações
- Colecção O Melhor dos Melhores (N.º 30) (1994, CD, Movieplay)[8]

### Participações em compilações
- 2008 - Fado : Sempre! Ontem, Hoje e Amanhã = Always! Yesterday, Today and Tomorrow (iPlay) Tema: "Mãos Cheias de Amor"[9]